# Russische Baureihe Б
Die Baureihe Б (deutsche Transkription B) fasst Dampflokomotiven verschiedener russischer Bahngesellschaften zusammen, die für den Schnellzugverkehr bestimmt waren. Teilweise wurden ursprünglich abweichende Bezeichnungen verwendet.

## Geschichte
Die Moskowsko-Kijewsko-Woroneschskaja Schelesnaja Doroga bestellte 1905 bei der Maschinenfabrik Brjansk für ihren Schnellzugdienst drei Lokomotiven, die auf der von 1901 bis 1903 gelieferten Baureihe Г (G) basieren sollten. Diese wurden 1907 als АБ (AB) 125 bis 127  abgeliefert. Die Achsfolge 2C (nach russischer Nomenklatur 2-3-0) der Baureihe Г wurde beibehalten, ebenso wurden die Abmessungen nur geringfügig geändert. Im Gegensatz zur Baureihe Г, die mit vierachsigen Tendern verwendet wurden, erhielten die  АБ 125 bis 127 dreiachsige Tender. Bei Probefahrten wurde eine Geschwindigkeit von 125 km/h erreicht, zugelassen wurden jedoch zunächst nur 105 km/h, später 115 km/h.
Der Serienbau begann 1909 für verschiedene russische Bahngesellschaften. Hierbei wurden auch Aufträge an die Lokomotivfabrik Luhansk vergeben. Je nach Bahngesellschaft wurden unterschiedliche Baureihenbezeichnungen verwendet, auch die Nummerierung erfolgte jeweils getrennt. Teilweise wurden vierachsige Tender verwendet. Ab 1912 wurde einheitlich die Baureihenbezeichnung „Б“ verwendet, sowohl für die bisher gelieferten als auch für die nachfolgend gebauten Lokomotiven. Diese Bezeichnung war zuvor nur von der Taschkentskaja Schelesnaja Doroga verwendet worden. Auf Überschneidungen der Nummernbereiche wurde jedoch auch weiterhin keine Rücksicht genommen, so dass es identisch bezeichnete Lokomotiven bei verschiedenen Bahngesellschaften gab. Der Bau der Baureihe Б endete 1914, insgesamt wurden 252 Lokomotiven gebaut, davon 153 in Brjansk und 99 in Luhansk. In der Zwischenkriegszeit wurden 15 Lokomotiven der Baureihe bei der lettischen Staatsbahn Latvijas Valsts Dzelzsceļi (LVD) eingesetzt und als Baureihe Ck bzw. Ckb bezeichnet.
Nachdem zur Zeit der Sowjetunion die Eisenbahngesellschaften dem Verkehrsministerium (Ministerstwo putej soobschtschenija, MPS) unterstellt wurden, wurde die Baureihenbezeichnung beibehalten. Das Einsatzgebiet wurde später zunehmend in den asiatischen Teil der Sowjetunion verlegt. In den 1950er Jahren wurde die Baureihe Б ausgemustert.

## Übersicht der an die einzelnen Bahngesellschaften gelieferten Lokomotiven
| Bahngesellschaft                                                     | Baureihenbezeichnung bis 1912 | Anzahl | Baujahre               |
| -------------------------------------------------------------------- | ----------------------------- | ------ | ---------------------- |
| Aleksandrowskaja Schelesnaja Doroga                                  | А (A)                         | 19     | 1910, 1911             |
| Jekaterininskaja Schelesnaja Doroga                                  | УГ (UG)                       | 36     | 1909, 1910, 1911       |
| Jugo-Wostotschnyje Schelesnyje Dorogi                                | БШ (BSch)                     | 32     | 1909, 1912, 1913       |
| Juschnyje Schelesnyje Dorogi                                         | (keine)                       | 21     | 1911                   |
| Moskowsko-Brestskaja Schelesnaja Doroga                              | А (A)                         | 10     | 1909                   |
| Moskowsko-Kijewsko-Woroneschskaja Schelesnaja Doroga                 | АБ (AB)                       | 31     | 1907, 1912, 1913, 1914 |
| Moskowsko-Kurskaja, Nischegorodskaja i Muromskaja Schelesnaja Doroga | (keine)                       | 21     | 1910, 1911             |
| Samaro-Slatoustowskaja Schelesnaja Doroga                            | АБ (AB)                       | 32     | 1909, 1910             |
| Sewero-Sapadnyje Schelesnyje Dorogi                                  | КВ (KW)                       | 30     | 1910                   |
| Sysrano-Wjasemskaja Schelesnaja Doroga                               | (keine)                       | 12     | 1910                   |
| Taschkentskaja Schelesnaja Doroga                                    | Б                             | 8      | 1909                   |